# Манол Наков
Манол Наков е български революционер от Македония, участник в четата на Хаджи Димитър и Стефан Караджа.

## Биография
Роден е в село Долни Тодорак, тогава в Османската империя, днес Като Теодораки в Гърция. Занимава се със земеделие и дребна търговия. Заедно с Христо Македонски става хайдутин и в 1860 година постъпва в четата на Стоимен войвода, действаща в Малешевско. Участва в Първата българска легия на Георги Раковски в Белград. По-късно отново заедно с Христо Македонски, заживяват в Румъния като хъшове. Включват се и във Втората българска легия, а след разтурянето ѝ през 1868 година – в четата на Хаджи Димитър и Стефан Караджа.